# 小行星4719
小行星4719（4719 Burnaby）是一颗绕太阳运转的小行星，为主小行星带小行星。该小行星于1990年11月21日发现。

## 轨道参数
小行星4719的轨道半长轴为2.6972069 UA，离心率为0.175。